# Jungin

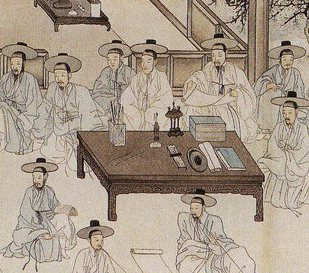
Una parte del Sugyedo dipinto dal pittore Yu Suk nel 1853, rappresentante trenta jungin durante un incontro di poesia.

Jungin (중인?, 中人?, Jung-inLR, Chung'inMR; lett. "gente di mezzo") era la classe sociale medio-alta durante il regno di Joseon in Corea, formata da tecnici e amministratori subordinati agli yangban, ma superiori a sangmin e cheonmin. La categoria comprendeva astronomi, medici, interpreti, artisti e ufficiali militari professionisti; se ricoprivano una carica amministrativa agendo da funzionari locali, spesso facilitavano l'oppressione delle classi inferiori da parte degli yangban.

## Significato ed etimologia
In senso stretto, la classe jungin includeva i tecnocrati impiegati dal governo centrale di Seul, che accedevano alle proprie posizioni attraverso un esame specialistico. In senso più ampio comprendeva tutti i gruppi sociali secondari, inclusi i piccoli funzionari locali e i figli illegittimi di padri yangban e madri non nobili.
Nata come parola peggiorativa, l'origine etimologica di "jungin" può essere legata al fatto che essi vivessero in centro Seul, oppure che non si schierassero politicamente, da cui "gente di mezzo". Erano anche chiamati wihangin (위항인?, 委巷人?), "gente dei wihang", ovverosia delle strade tortuose, dei vicoli e dei quartieri affollati, quali il monte Inhwang e Cheonggyecheon, dove vivevano.

## Storia
La classe media non esisteva nel Goryeo, un periodo durante il quale la differenza tra classi non era ancora ben definita, né agli albori del periodo Joseon, quando la società stava venendo riorganizzata e "jungin" indicava semplicemente coloro che possedevano dignità o ricchezze di modesta entità. Il termine risultava essere già in uso nel XVII secolo per riferirsi ai funzionari tecnici di alto rango, ma il suo significato si ampliò gradualmente e arrivò a identificare una classe sociale verso la fine della dinastia.

## Status ed occupazione
La classe jungin era la più complessa della dinastia Joseon, poiché comprendeva un'ampia varietà di posizioni ciascuna con un proprio trattamento sociale e benefici annessi, il che faceva sì che tra un jungin e l'altro esistessero differenze anche spiccate: traduttori, medici e musicisti godevano ad esempio di maggior prestigio rispetto ad astronomi e pittori. Nonostante fossero in numero esiguo, le loro professioni conferivano ai jungin un ruolo importante nella società coreana: sin dal regno di Jeongjo (r. 1776-1800) parteciparono all'arricchimento della cultura nazionale operando nei campi della letteratura, dell'arte, della musica, della medicina, dell'astronomia, della diplomazia, della legge e della finanza, competenze che erano soliti trasmettere alla generazione successiva; nel XVIII secolo si distinsero per essere tra i primi che abbracciarono la civiltà occidentale. Esclusi dalle alte cariche governative, essi cercarono di sopperire alla marginalizzazione politica e sociale causata dagli yangban arricchendosi con il commercio, attività che la società del periodo Joseon considerava infima e che valse loro le critiche dei nobili; ciononostante, specialmente gli interpreti riuscirono ad accumulare considerevoli fortune, accelerando l'afflusso in Corea di oggetti di lusso stranieri. La loro capacità finanziaria divenne di fondamentale importanza per lo Stato, giacché fornivano agli yangban i fondi per svolgere l'attività politica. Il potere sociale acquisito grazie a educazione e ricchezza permisero ai jungin di mettere in discussione l'elitismo confuciano e contribuire al suo crollo come ideologia.
La classe yangban poteva godere della propria ricchezza soltanto affidando i lavori di fatica agli schiavi e le questioni amministrative ai jungin, discriminandoli ideologicamente e istituzionalmente, fatto di cui i jungin a volte approfittarono per assumere una cattiva condotta e commettere atti di sfruttamento.
Come gli yangban, erano esentati dal servizio militare e dal pagamento dei tributi.